# Morirò per te/Oggi è nero
Morirò per te/Oggi è nero è il 124° singolo di Mina, pubblicato nel 1982 dall'etichetta privata dell'artista PDU e distribuito dalla EMI Italiana.

## Il disco
Anticipa l'album Italiana che sarà pubblicato a novembre.
La fotografia di copertina proviene dalle sessioni del servizio di Mauro Balletti per l'album Salomè, prima dell'applicazione della barba al volto della cantante.
In Italia il singolo non arriva all'Hit Parade (il massimo nella classifica settimanale è un 21º posto, considerando le vendite complessive tra fine 1982 e inizio 1983 arriva al 93º in quella annuale), ma deve il suo successo a un fortunato remix in versione disco di Morirò per te che riesce a piazzarsi tra i primi 100 nella Hot Dance/Disco americana di Billboard e viene pubblicato anche in Francia, Germania e Spagna.
La copertina dell'immagine in infobox si riferisce all'edizione europea del singolo (Ariola 104 945-100), distribuito in Francia dalla casa discografica Arabella con lo stesso numero di catalogo.

## Morirò per te
È un ballabile molto orecchiabile che ricalca le atmosfere "Disco" dell'epoca, con il testo in inglese eccezion fatta per il ritornello del coro maschile costituito dal titolo, unica frase in italiano di tutto il pezzo.
È anche il lato A: sia di un singolo per jukebox (PDU PA JB 149, fuori commercio), sul retro Sei di Angel "Pato" Garcia; sia di un discomix promozionale (PDU PR MIX 150), che ha sul lato B No di Armando Manzanero cantato in lingua originale ancora da Garcia (la versione in italiano di Mina è reperibile nell'album Salomè).
Esiste un video mai utilizzato che doveva diventare la sigla della trasmissione televisiva Discoring, ma alla fine fu scelto il brano di Adriano Celentano Uh... uh....
Arrangiamento e direzione orchestrale: Celso Valli.

## Oggi è nero
Per contrapposizione è una canzone con atmosfere cupe e intimistiche che evocano immagini e situazioni la cui comprensione non è affatto semplice né immediata. Angel "Pato" Garcia alla chitarra accompagna la voce di Mina.
Arrangiamento e direzione orchestrale: Massimiliano Pani.

## Tracce
Lato A
1. Morirò per te – 4:20 (testo: Giancarlo Bigazzi – musica: Maurizio Piccoli, Giancarlo Bigazzi; edizioni musicali PDU, Intersong)

Lato B
1. Oggi è nero – 5:10 (Massimiliano Pani, Valentino Alfano; edizioni musicali PDU)